# Alberico Crescitelli
Alberico Crescitelli, in lingua cinese 郭锡德 (Guo Xi-de) (Altavilla Irpina, 30 giugno 1863 – Yentsepien, 21 luglio 1900), è stato un missionario e presbitero italiano appartenente al Pontificio seminario romano dei santi apostoli Pietro e Paolo per le missioni estere (seminario poi unito nel 1926 all'Istituto di Milano per le missioni estere, diventando il Pontificio istituto missioni estere). Morì martire in Cina durante la rivolta dei Boxer; fu proclamato santo il 1º ottobre 2000.

## Biografia
Nato in una famiglia profondamente devota, Alberico Crescitelli entrò nel Pontificio seminario romano dei santi apostoli Pietro e Paolo per le missioni estere nel 1880 e venne ordinato sacerdote il 4 giugno 1887. L'anno successivo venne inviato in Cina e iniziò a lavorare nella parte meridionale della provincia di Shaanxi. In tutta la Cina, a seguito della politica antioccidentale, iniziarono persecuzioni e omicidi di missionari e fedeli cristiani cinesi, con distruzione di chiese. In questo clima maturò il sacrificio di padre Alberico Crescitelli, sempre attivo nell'apostolato nel distretto di Ningqiang. Il 21 luglio 1900, a Yentsepien, verso le undici di notte, mentre pregava, fu preso da un gruppo di malfattori che lo torturarono con bastoni e coltelli poi, legatogli le caviglie con una corda, lo trascinarono ormai morente verso un luogo vicino al fiume dove, dopo alcuni tentativi falliti di decapitarlo, lo fecero a pezzi e lo gettarono nel fiume.

## I processi di beatificazione e canonizzazione
I suoi confratelli, che lo conoscevano da molti anni, iniziarono la sua causa di beatificazione già fin dal 1908, e i testimoni citati furono unanimi nel proclamare la santità della sua vita. Fu dichiarato beato nella Basilica di San Pietro in Vaticano il 18 febbraio 1951 da papa Pio XII. Papa Giovanni Paolo II lo ricomprese nell'elenco dei 120 Santi Martiri in Cina canonizzati in Piazza San Pietro il 1º ottobre 2000.
La sua canonizzazione sollevò le proteste dell'Associazione patriottica cattolica cinese, l'associazione filo-governativa che raggruppa i fedeli proclamantisi cattolici ma legati al regime, per bocca del loro vescovo Fu Tieshan, e lo stesso Ministro degli Affari Esteri della Repubblica Popolare Cinese si espresse duramente contro tale avvenimento, sostenendo che le persone canonizzate in quell'occasione si erano macchiate di gravi crimini contro il popolo cinese, mentre il Centro Studi della chiesa cattolica del Santo Spirito in Hong Kong definì queste accuse contro i neo-canonizzati prive di qualsiasi fondamento.
La memoria liturgica di sant'Alberico Crescitelli cade il 21 luglio.